# Rodrigo Rain
Rodrigo Alberto Rain Vejar (Chile, 13 de abril de 1975) es un exfutbolista chileno. Jugaba de defensa central.

## Clubes

### Como jugador
| Club                      | País  | Año       |
| ------------------------- | ----- | --------- |
| Huachipato                | Chile | 2000-2002 |
| Universidad de Concepción | Chile | 2003-2006 |
| Everton                   | Chile | 2007      |
| Cobreloa                  | Chile | 2007-2008 |
| Coquimbo Unido            | Chile | 2008      |
| Ñublense                  | Chile | 2009      |
| Lota Schwager             | Chile | 2010      |
| Unión La Calera           | Chile | 2011      |

### Como entrenador
| Club                | País  | Año  |
| ------------------- | ----- | ---- |
| Naval de Talcahuano | Chile | 2019 |

## Palmarés

### Capitán de Huachipato
| Predecesor: Luis Ceballos | Capitán de Huachipato 2002-2003 | Sucesor: Cristián Reynero |